# 国一民
国一民（1954年11月—），汉族，山东淄博人，中华人民共和国政治人物，中国共产党党员，第十一届全国政协委员。
1970年12月参加工作，曾历任北京铁路局天津铁路分局南仓站制动员、调车长、值班员、党委政治部宣传干事、团委书记，天津铁路分局政治部秘书，天津铁路分局团委书记，天津铁路分局南仓站党委书记，北京铁路局团委书记，北京铁路局党委办公室主任，北京铁路局北京铁路分局党委书记，2003年5月任北京铁路局党委书记，2006年4月改任中华全国铁路总工会主席。2008年，当选第十一届全国政协委员，代表中华全国总工会，分入第十七组。并担任提案委员会专委。2008年10月17日，中国工会十五大在北京开幕，大会选举他出任主席团委员。后担任国务院国资委国有重点大型企业监事会主席。